# Поликарпо, писаря
„Поликарпо, писаря“ (на италиански: Policarpo, ufficiale di scrittura) е комедия от 1959 година на режисьора Марио Солдати с участието на Ренато Раскел, Пепино Де Филипо и Ренато Салватори, копродукция на Италия, Франция и Испания.

## Сюжет
Поликарпо Де Тапети (Ренато Раскел) е скромен държавен чиновник, който работи в писарската служба в Рим в края на XIX век. След дълги години на вярна служба той така и не успява да напредне в кариерата си. Нещата се променят когато сина на началника му се влюбва в дъщерята на Поликарпо...

## В ролите
| Изпълнител        | Роля                         |
| ----------------- | ---------------------------- |
| Ренато Раскел     | Поликарпо Де Тапети          |
| Пепино Де Филипо  | Чезаре Панкарано             |
| Ренато Салватори  | Марио                        |
| Карла Гравина     | Селесте                      |
| Ромоло Вали       | началника на отдела Лауренци |
| Тони Солер        | Еуфемия Де Тапети            |
| Луиджи Де Филипо  | Джорджо Панкарано            |
| Чечо Дуранте      | бащата на Марио              |
| Анита Дуранте     | Амелия Панкарано             |
| Хосе Исберт       | маршал Фаусто Венанцио       |
| Ернесто Калиндри  | колегата на Поликарпо        |
| Трини Монтеро     | Еделвайс                     |
| Роберто Рей       | Франкине                     |
| Алберто Сорди     | продавача на чадъри          |
| Марио Рива        | пожарникаря в театъра        |
| Мемо Каротенуто   | Чино                         |
| Маурицио Арена    | пиколото с цветята           |
| Виторио Де Сика   | фокусника с гълъбите         |
| Амедео Надзари    | конния полицай               |
| Уго Тоняци        | професора                    |
| Масимо Пианфорини | министъра                    |

## Награди и номинации
- Награда за най-добра комедия от Международния кинофестивал в Кан, Франция през 1959 година.
- Награда Златна плоча от наградите Давид на Донатело на Ренато Раскел за изпълнението на ролята си във филма от 1959 година.
- Награда Златен бокал за най-добър актьор на Пепино Де Филипо от 1959 година.
- Награда Сребърна лента от „Италианския национален синдикат на филмовите журналисти“ за най-добър дизайн на костюмите на Пиеро Този от 1960 година.
- Номинация за Сребърна лента от „Италианския национален синдикат на филмовите журналисти“ за най-добра операторска работа в цветен филм на Джузепе Ротуно от 1960 година.
- Номинация за Сребърна лента от „Италианския национален синдикат на филмовите журналисти“ за най-добра сценография на Флавио Могерини от 1960 година.[3]